# Canal Carondelet
Pour les articles homonymes, voir Carondelet.
Le canal Carondelet est une ancienne voie d'eau artificielle qui reliait La Nouvelle-Orléans au Lac Pontchartrain.

## Présentation
Le canal est imaginé et amorcé par le 6e gouverneur de Louisiane française Étienne de Perier. La situation s'étant dégradée avec les amérindiens, il fut obligé d'y mettre un terme.
La construction du canal Carondelet débuta en 1794 sous l'autorité du gouverneur espagnol de la Louisiane, François Louis Hector de Carondelet. Il renforça les défenses de La Nouvelle-Orléans, fit installer un éclairage urbain, prit des mesures pour prévenir les incendies et les inondations, avec le percement du canal Carondelet.
Le canal Carondelet fut construit sur ses ordres. Il permit d'assécher les marais et d'accéder à la mer par le lac Pontchartrain. Sa longueur est de 2,5 kilomètres. Il débute à la hauteur du faubourg du Bayou Saint-Jean, longe le faubourg de Tremé et se dirige ensuite vers le lac Pontchartrain. Les travaux continuèrent après la vente de la Louisiane par Napoléon Ier aux États-Unis. Le maire de La Nouvelle-Orléans, Jacques-François Pitot, fit la promotion de ce canal. En 1805, la Compagnie de navigation Orléans mit en place un service de navigation sur ce canal.
Dans les années 1820, quelque 70 à 80 navires empruntent quotidiennement le canal. Avec le développement du trafic, un second canal fut percé à partir des années 1830 qui prit le nom de New Basin Canal. Plus large, il entra directement en concurrence avec le canal Carondelet qui fut surnommé le Old Basin Canal. Néanmoins, le canal Carondelet fut toujours utilisé par les pêcheurs locaux et l'ostréiculture.
En 1927, le canal fut fermé à la navigation et dès 1938, il fut en grande partie comblé sous les rues Basin Street et Canal Street.